# Raymond Quibel
Pour les articles homonymes, voir Quibel.
Raymond Quibel, né le 4 décembre 1883 à Rouen et mort le 18 septembre 1978 à Bois-Guillaume, est un peintre et décorateur rouennais.

## Biographie
Raymond Quibel expose au Salon de l'école française en 1912 et 1913, à la Société des artistes rouennais à partir de 1913, à la Société nationale des beaux-arts à partir de 1922, à la Société des artistes décorateurs de 1927 à 1931, à la galerie Georges-Petit en 1918, 1920, 1923 et 1928 (quatre expositions personnelles), à la galerie Legrip à Rouen en 1937.
Il est l'auteur des sièges et des tapisseries d'une salle à manger du paquebot Normandie.
Grand prix de l'Exposition internationale des arts décoratifs et industriels modernes de 1925. Il est admis à l'Académie des sciences, belles-lettres et arts de Rouen le 11 février 1950.

## Distinctions
- Officier de l'Instruction publique (1937). Il est fait officier par Édouard Herriot le 1er août 1937[2].

## Hommages
Une place porte son nom au Mesnil-Esnard.